# Борисевич, Сергей Владимирович
Серге́й Влади́мирович Борисе́вич (род. 9 марта 1967, Берди́чев, Житомирская область) — российский военный, учёный биолог и эпидемиолог, доктор биологических наук, кандидат медицинских наук, профессор, академик РАН (2022). Полковник медицинской службы. Лауреат Государственной премии РФ в области науки и технологий (2020). Глава 48 ЦНИИ МО РФ, ведущего разработчика биологического оружия.
Брат иммунолога и микробиолога И. В. Борисевича.

## Биография
Родился 9 марта 1967 года в семье военнослужащего в городе Бердичеве Житомирской области УССР.
В 1984 году с золотой медалью окончил школу, а в 1990 году — Военно-медицинскую академию имени С. М. Кирова.
После окончания академии работал в НИИ микробиологии МО СССР (ФГБУ «48 ЦНИИ» Минобороны России), пройдя путь от младшего научного сотрудника отдела опасных вирусных инфекций вирусологического центра до начальника института (с 2011 года).
В 1997 году защитил кандидатскую диссертацию, посвящённую изучению остаточной вирулентности рекомбинантных штаммов вируса вакцины.
В 2009 году защитил докторскую диссертацию по проблеме изучения биологических свойств возбудителя лихорадки Западного Нила и разработке средств профилактики, диагностики и лечения одноимённого заболевания.
С 2011 года — начальник ФГБУ «48 ЦНИИ» Минобороны России.
В 2016 году избран членом-корреспондентом РАН.
В 2022 году избран академиком РАН.
Участвовал в разработке вакцины Гам-КОВИД-Вак («Спутник V»).

## Научная деятельность
Специалист в области формировании противоэпидемических правила при работе с возбудителями особо опасных и экзотических инфекционных болезней.
Сформировал мобильные диагностические группы Центра специальной лабораторной диагностики (ЦСЛД) особо опасных и экзотических инфекционных заболеваний Федеральной службы по надзору в 2016 году — избран членом-корреспондентом РАН. В 2016 году — избран членом-корреспондентом РАН. сфере защиты прав потребителей и благополучия человека и Министерства обороны Российской Федерации, при его непосредственном участии на базе ЦСЛД была организована посмертная диагностика бешенства.
Ведёт исследования в области разработки средств защиты против опасных и экзотических вирусных и риккетсиозных инфекционных заболеваний.
Автор и соавтор свыше 310 научных работ, из них 2 монографии, 5 руководств, методические рекомендации, 12 патентов.
Под его руководством защищены 5 кандидатских и 1 докторская диссертации.

### Научно-организационная деятельность
- член Секции Совета РАН по исследованиям в области обороны (радиационная, биологическая безопасность и экологические проблемы);
- член Военно-промышленной комиссии при Правительстве Российской Федерации;
- член Координационного научного совета по санитарно-эпидемиологической охране территории Российской Федерации;
- член Научного совета по микробиологии;
- член редакционных советов научных журналов: «Вопросы вирусологии», «Проблемы особо опасных инфекций», «Биопрепараты: профилактика, диагностика, лечение».

## Награды
- Орден Александра Невского
- Орден Почёта
- Медаль ордена «За заслуги перед Отечеством» II степени